# 이혁재
이혁재(李赫宰, 1973년 7월 5일 ~ )는 대한민국의 희극인 출신 방송인이다.
1993년 연극배우로 첫 데뷔를 한 그는 1999년 MBC 공채 개그맨으로 정식 데뷔하였으며, 2004년 KBS 연예대상을 수상하였다. 
2012년 9월 8일, 걸그룹 티아라로 활동한 1988년생 가수이자 여배우 함은정과 결혼하여 정식 부부가 되었다. 

## 학력
- 경인교대부설초등학교 졸업 (1986년)
- 인천광성중학교 졸업 (1989년)
- 인천고등학교 졸업 (1992년)
- 인하대학교 기계공학과 학사 졸업

## 종영 프로그램 출연작
- 2000년, 2003년 KBS 1TV 《가족오락관》
- 2001년 KBS 2TV 《TV는 사랑을 싣고》
- 2002년 SBS 《웃는밤 좋은밤》 (고정 게스트)
- 2002년 SBS 《뷰티풀 선데이》
- 2003년 KBS 2TV 《자유선언 토요대작전》
- 2003년 SBS 《좋은 친구들》
- 2003년 ~ 2004년 KBS 2TV 《스펀지》
- 2004년 KBS 2TV 《꿈의 피라미드》
- 2004년 KBS 2TV 《일요일은 101%》
- 2004년 KBS 2TV 《해피선데이》145회 불후의 명곡 게스트
- 2004년 MTV 《파티왕》
- 2004년 ~ 2005년 KBS 2TV 《스타골든벨》
- 2004년 KBS 2TV 《즐거운 일요일 해피선데이》
- 2005년 ~ 2006년 KBS 2TV 《위기탈출 넘버원》
- 2006년 ~ 2007년 SBS 《일요일이 좋다 - 뉴 X맨》
- 2006년 KBS 2TV 《노벨의 식탁》
- 2006년 ~ 2008년 MBC 《행복주식회사 만원의 행복》
- XTM 《고》(Go)
- 2006년 《슈퍼코리언》
- 2007년 MBC 《부전자전》
- 2007년 SBS 《일요일이 좋다 - 하자 고》
- 2007년 ~ 2008년 MBC 《도전 예의지왕》
- 2008년 MBC 《일밤 - 우리 결혼했어요》시즌 1 (본인 / 출연자)
- 2008년 SBS 《미스터리 특공대》
- 2008년 KBS 2TV 《로드쇼 퀴즈원정대》
- 2009년 MBC 《일밤 - 퀴즈프린스》
- 2009년 MBC 에브리원 《기상천외! 묻지마 선수단》
- 2009년 EBS 《생방송 60분 부모》(중도하차)
- 2009년 MBC 《개그야》
- 2011년 MBC 《코이카의 꿈》
- 2011년 MBC 《웃고 또 웃고》
- 2012년 MBC 《부부 위기 극복 프로젝트 - 님과 함께》
- 2014년 TV조선 《힐링뷰티쇼 아름다운 당신》
- 2014년 ~ 2018년 MBN 《속풀이쇼 동치미》

#### 라디오 프로그램
- 2014년 EBS FM 《EBS 책 읽는 라디오 낭독 시리즈》

### 종영 드라마
- 2002년 SBS 《야인시대》 - 김무옥 역
- 2002년 SBS 《대망》 - 남석 역
- 2003년 KBS 2TV 《달려라 울엄마》 - 이석재 역
- 2006년 MBC 《여우야 뭐하니》 - 병희의 상상 속 상대 역 (우정출연)
- 2007년 SBS 《8월에 내리는 눈》
- 2013년 KBS 2TV 《일말의 순정》 - 김무옥 역

#### 영화
- 2004년 《슈퍼스타 감사용》
- 2004년 《투 가이즈》
- 2006년 《누가 그녀와 잤을까?》

#### 광고
- 2000년 오뚜기 '열라면'
- 2000년 해태제과 '꿀호떡' (서동균과 함께 출연)
- 2002년 기아자동차 '봉고 프런티어'

## 수상 경력
- 2002년 KBS 연예대상 베스트 엔터테이너상
- 2004년 KBS 연예대상 대상